# Panamerikanska mästerskapet i landhockey
Panamerikanska mästerskapet i landhockey spelas för herrar sedan år 2000, och för damer sedan 2001.

## Resultat

### Herrar
| År   | Värdnation | Final     | Final         | Final  | Match om tredjepris | Match om tredjepris | Match om tredjepris |
| År   | Värdnation | Vinnare   | Resultat      | Tvåa   | Trea                | Resultat            | Fyra                |
| ---- | ---------- | --------- | ------------- | ------ | ------------------- | ------------------- | ------------------- |
| 2000 | Kuba       | Kuba      | 2 – 1         | Kanada | Argentina           | 8 – 0               | Chile               |
| 2004 | Kanada     | Argentina | 2 – 1         | Kanada | Chile               | 2 – 1               | Trinidad och Tobago |
| 2009 | Chile      | Kanada    | 2 – 1 (e.fl.) | USA    | Argentina           | 4 – 0               | Chile               |
| 2013 | Kanada     | Argentina | 4 – 0         | Kanada | Trinidad och Tobago | 3 – 1               | USA                 |
| 2017 | USA        | Argentina | 2 – 0         | Kanada | USA                 | 3 – 0               | Trinidad och Tobago |
| 2022 | Chile      | Argentina | 5 – 1         | Chile  | Kanada              | 3 – 1               | USA                 |

### Damer
| År   | Värdnation | Final     | Final              | Final | Match om tredjepris | Match om tredjepris | Match om tredjepris |
| År   | Värdnation | Vinnare   | Resultat           | Tvåa  | Trea                | Resultat            | Fyra                |
| ---- | ---------- | --------- | ------------------ | ----- | ------------------- | ------------------- | ------------------- |
| 2001 | Jamaica    | Argentina | 4 – 1              | USA   | Kanada              | 6 – 0               | Uruguay             |
| 2004 | Barbados   | Argentina | 3 – 0              | USA   | Kanada              | 5 – 0               | Uruguay             |
| 2009 | Bermuda    | Argentina | 2 – 2 (7 – 6 str.) | USA   | Chile               | 2 – 1               | Trinidad och Tobago |
| 2013 | Argentina  | Argentina | 1 – 0              | USA   | Kanada              | 2 – 1               | Chile               |
| 2017 | USA        | Argentina | 4 – 1              | Chile | USA                 | 2 – 1               | Kanada              |
| 2022 | Chile      | Argentina | 4 – 2              | Chile | Kanada              | 1 – 0               | USA                 |